# Список заказников Азербайджана

В статье представляется список заказников, расположенных на территории Азербайджанской Республики.

## Список
| Название заказника            | Год создания | Площадь (га) | Информация |
| Бардинский заказник           | 1966         | 7,500 га     | Расположен на административной территорий Бардинского и Агдашского района. Создан на базе заказника Айрыджан, который существовал с 1930 года. |
| Шекинский заказник            | 1964         | 10,350 га    | Расположен на административной территорий Шекинского район в бассейне реки Айричай, между трассами Евлах-Шеки и Шеки-Огуз.                     |
| Глиняный заказник             | 1964         | 400 га       | Расположен на административной территории Гарадагского района города Баку.                                                                     |
| Бяндованский заказник         | 1961         | 4,930 га     | Расположен на административной границе Сальянского и Гарадагского района. Граничит с Ширванским национальным парком.                           |
| Корчайский заказник           | 1961         | 15,000 га    | Расположен на административной территории Геранбойского района.                                                                                |
| Лачинский заказник            | 1961         | 21,370 га    | |
| Гусарский заказник            | 1964         | 15,000 га    | Расположен на административной территории Гусарского района.                                                                                   |
| Шамкирский заказник           | 1964         | 10,000 га    | Расположен на административной территории Шамкирского района.                                                                                  |
| Зувандский заказник           | 1969         | 15,000 га    | Расположен на административной территории Лерикского и Ярдымлинского районов.                                                                  |
| Исмаиллинский заказник        | 1969         | 23,438 га    | Расположен на административной территории Исмаиллинского и Габалинского районов.                                                               |
| Губадлинский заказник         | 1969         | 20,000 га    | |
| Малый Гызылагаджский заказник | 1978         | 10,700 га    | Расположен на административной территории Ленкоранского района, в средней и южной части залива Малый Гызалагадж.                               |
| Гызылджанский заказник        | 1984         | 5,135 га     | Расположен на административной территории Гедабейского района, на участке лесоводства Гызылджа Гедабейского лесного хозяйства.                 |
| Дашалтинский заказник         | 1981         | 450 га       | |
| Аразбоюинский заказник        | 1993         | 2,200 га     | |
| Габалинский заказник          | 1993         | 39,700 га    | Расположен на административной территории Габалинского района.                                                                                 |
| Гахский заказник              | 2003         | 36,836 га    | Граничит с Илисуйским Природным Заповедником                                                                                                   |
| Гараязы-Агстафинский          | 1964         | 11,970 га    | Расположен на административной территории Агстафинского район, на участке Гараязских лесов.                                                    |

## См.также
- Список заповедников Азербайджана
- Список национальных парков Азербайджана